# 北海道北広島高等学校
北海道北広島高等学校（ほっかいどうきたひろしまこうとうがっこう、Hokkaido Kitahiroshima High School）は、北海道北広島市に所在する公立（道立）の高等学校である。略称は地元では「きたひろ」。

## 特色
習熟度別クラス展開を実施したり、特別講習を実施するなど進学に対して熱心に取り組み、教師と生徒との距離も比較的近いのがこの学校の特色である。
北海道大学をはじめとする国公立大学への進学者が多く、関東や関西をはじめとする全国各地の難関大学への進学者も輩出する道内有数の進学校である。毎年130名近くが国公立大学に合格している。大学進学先が卒業生の高校入試時点での同等（またはかなり上の）レベルの高校の進学先を上回る者の存在が目立つことから「逆転のきたひろ」と呼ばれるようになった。

## 沿革

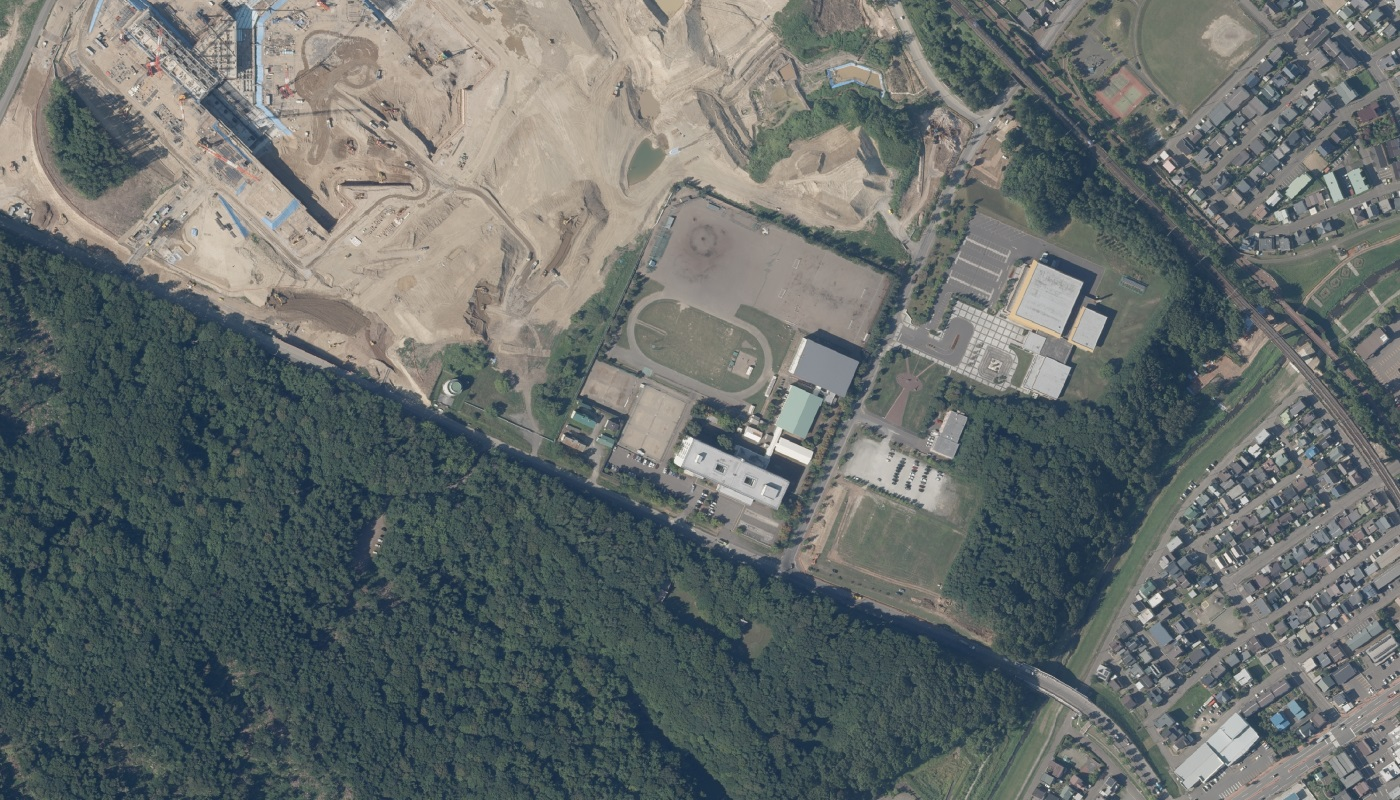
北海道北広島高等学校の周辺（2020年）
造成中のFビレッジとエスコンフィールドHOKKAIDO（建設中）、南側には北広島レクリエーションの森がある。
国土地理院地図を基に作成。

1977年12月6日に北海道北広島高等学校（仮称）の新設を北海道教育委員会が決議し、開設準備室を恵庭市の北海道恵庭北高等学校に設置した。12月12日に屋内体育館が竣工した。12月22日、北海道議会において、翌年の4月1日に設置することを決議し可決された。1978年4月1日に北海道北広島高等学校が開校した。1979年に第二期校舎増築（校舎西側）竣工、1980年には柔剣道場が完成、1991年には体育館の北側に第二体育館が完成した。2009年に学区再編により石狩第7学区から石狩学区に統一されることになった。2011年に進学重視型「単位制」に移行した。
年表
- 1977年（昭和52年）- 開設準備室を北海道恵庭北高等学校に設置、屋内体育館が竣工、北海道北広島高等学校の設置許可[3]。
- 1978年（昭和53年）- 制服・校旗・校章を決定、北海道北広島高等学校が開校[3]。
- 1979年（昭和54年）- 第二期校舎増築が竣工[3]。
- 1980年（昭和55年）- 柔剣道場が完成、校歌を制定[3]。
- 1989年（平成元年）- 応援歌を制定[3]。
- 1991年（平成3年）- 第二体育館が完成[3]。
- 2011年（平成23年）- 単位制に移行[3]。

## 教育目標
- 創造的で知性豊かな人間を育てる[6]。
- 礼儀正しく情操豊かな人間を育てる[6]。
- 勤労を愛し心身すこやかな人間を育てる[6]。

## 学校行事
クロスカントリースキー大会は、開校以来クロスカントリースキーを授業に取り入れており、冬の体育の伝統行事となっている。体力の向上とともに、自然との共生を図ることに重きを置いている。大会は学校前にある北広島レクリエーションの森（レクの森）に設けられたコース（男子9.0km、女子8.0km）を走る
学校行事は以下の通り
- 4月 - 入学式、休み明けテスト、新入生歓迎会[10]、宿泊研修(1年)
- 5月 - 生徒総会
- 6月 - 前期中間考査、遠足(3年)
- 7月 - 学校祭[11]、夏季休業、夏期講習1期
- 8月 - 夏期講習2期、休み明けテスト、体育大会[12]

- 9月 - 前期期末考査、芸術鑑賞[13]
- 10月 - 後期始業式
- 11月 - 見学旅行(2年)[14]、後期期末考査(3年)
- 12月 - 後期中間考査(1年・2年)、冬季休業、冬季講習1期
- 1月 - 冬季講習2期、休み明けテスト(1年・2年)
- 2月 - クロスカントリースキー大会[8]、後期期末考査(1年・2年)
- 3月 - 卒業式、春季休業、春季講習

## 部活動・同好会・外局
| 運動部 - 野球部 - サッカー部 - テニス部（男子・女子） - バスケットボール部（男子・女子） - バレーボール部（男子・女子） - ソフトテニス部 - 陸上競技部 - 剣道部 - 柔道部 - バドミントン部 - 卓球部 - アウトドア部 - チアダンス部 | 文化部 - 囲碁将棋部 - 美術部 - 茶道部 - 華道部 - 生物部 - 書道部 | 同好会 - ESS同好会 - パソコン同好会 - 軽音楽同好会 |

外局
- 放送局
- 吹奏楽局
- 図書局

## 校地・周辺
同校は北海道北広島市共栄305-3（校地面積 53,833.1m2）にあり、周辺には学校の南側に北広島レクリエーションの森、東側に北広島市総合体育館と近くに輪厚川が流れ、西側に2023年に完成したエスコンフィールドHOKKAIDOがある。
校舎は4階建ての鉄筋コンクリート構造で、校地内の校舎や体育館など全ての建物を含むと建物面積は12,748.4m2になる。

## 交通アクセス
鉄道
- JR千歳線北広島駅より徒歩15分[21]

バス
- 北海道中央バス「北進通入口」停留所下車、徒歩10分[22]
- 北海道中央バス「北広島高校」停留所下車、徒歩3分[22]

大曲方面からの通学は「北広島高校」停留所に停まるのが平日1便（土日祝2便）しかなく「北進通入口」停留所に下車する。

## 著名な出身者
- 大沢逸美 - 女優。2年次途中まで在学。
- 木下遥 - ファッションモデル、タレント、プロ雀士
- 小島洋一郎 - 工学者
- 嶋田健作 - 実業家
- 春風亭柏枝 (11代目) - 落語家
- 滝久美子 - 政治家（北広島市議会議員）、プロスノーボーダー
- 森井秀明 - 政治家（前小樽市市長）